# Lou Bega-diszkográfia
Ez a diszkográfia a német Lou Bega diszkográfiája, mely 5 stúdióalbumot, 4 válogatást, 6 videóklipet, és 13 kislemezt, valamint 3 promóciós kiadványt foglal magába.

## Diszkográfia

### Stúdióalbumok
| Év                                                                   | Album megjelenés                                                                                      | Legmagasabb slágerlistás helyezés | Legmagasabb slágerlistás helyezés | Legmagasabb slágerlistás helyezés | Legmagasabb slágerlistás helyezés | Legmagasabb slágerlistás helyezés | Legmagasabb slágerlistás helyezés | Legmagasabb slágerlistás helyezés | Legmagasabb slágerlistás helyezés | Legmagasabb slágerlistás helyezés | Legmagasabb slágerlistás helyezés | Díjak, jelölések |
| Év                                                                   | Album megjelenés                                                                                      | GER                               | AUS                               | AUT                               | CAN                               | FIN                               | FRA                               | NOR                               | SWI                               | UK                                | US                                | Díjak, jelölések |
| -------------------------------------------------------------------- | --- | --------------------------------- | --------------------------------- | --------------------------------- | --------------------------------- | --------------------------------- | --------------------------------- | --------------------------------- | --------------------------------- | --------------------------------- | --------------------------------- | --- |
| A Little Bit Of Mambo                                                | - Megjelent: 1999. július 19. - Label: Lautstark, BMG, RCA - Formátum: LP, MC, CD, Digitális letöltés | 3                                 | 19                                | 1                                 | 1                                 | 1                                 | 8                                 | 3                                 | 1                                 | 50                                | 3                                 | - BVMI: Arany - ARIA: Platina - IFPI AUT: Arany - IFPI SWI: Platina - MC: 5× Platinum - RIAA: 3× Platina - SNEP: 2× Arany |
| Ladies And Gentlemen                                                 | - Megjelent: 2001. május 28. - Label: BMG - Formátum: LP, MC, CD, Digitális letöltés                  | 54                                | —                                 | 31                                | —                                 | —                                 | 109                               | —                                 | 23                                | —                                 | —                                 | |
| Lounatic                                                             | - Megjelent: 2005. május 10. - Label: DA, Big - Formátum: LP, CD, Digitális letöltés                  | —                                 | —                                 | —                                 | —                                 | —                                 | —                                 | —                                 | —                                 | —                                 | —                                 | |
| Free Again                                                           | - Megjelent: 2010. május 21. - Label: DA - Formátum: CD, Digitális letöltés                           | —                                 | —                                 | —                                 | —                                 | —                                 | —                                 | —                                 | 78                                | —                                 | —                                 | |
| A Little Bit Of 80's                                                 | - Megjelent: 2013. június 28. - Label: Sony Music - Formátum: CD, Digitális letöltés                  | —                                 | —                                 | —                                 | —                                 | —                                 | —                                 | —                                 | —                                 | —                                 | —                                 | |
| "—" nem volt slágerlistás helyezés, vagy nem jelent meg az országban | |                                   |                                   |                                   |                                   |                                   |                                   |                                   |                                   |                                   |                                   | |

### Válogatás albumok
| Év                                                                   | Album megjelenés                                                                      | Legmagasabb slágerlistás helyezés | Legmagasabb slágerlistás helyezés | Legmagasabb slágerlistás helyezés | Legmagasabb slágerlistás helyezés | Legmagasabb slágerlistás helyezés | Legmagasabb slágerlistás helyezés | Legmagasabb slágerlistás helyezés | Legmagasabb slágerlistás helyezés | Legmagasabb slágerlistás helyezés | Legmagasabb slágerlistás helyezés | Díjak, jelölések |
| Év                                                                   | Album megjelenés                                                                      | GER                               | AUS                               | AUT                               | CAN                               | FIN                               | FRA                               | NOR                               | SWI                               | UK                                | US                                | Díjak, jelölések |
| -------------------------------------------------------------------- | ------------------------------------------------------------------------------------- | --------------------------------- | --------------------------------- | --------------------------------- | --------------------------------- | --------------------------------- | --------------------------------- | --------------------------------- | --------------------------------- | --------------------------------- | --------------------------------- | ---------------- |
| King Of Mambo                                                        | - Megjelent: 2002. július 8. - Label: BMG - Formátum: CD, Digitális letöltés          | —                                 | —                                 | —                                 | —                                 | —                                 | —                                 | —                                 | —                                 | —                                 | —                                 |                  |
| Mambo Mambo – The Best Of Lou Bega                                   | - Megjelent: 2004. október 5. - Label: BMG - Formátum: CD, Digitális letöltés         | —                                 | —                                 | —                                 | —                                 | —                                 | —                                 | —                                 | —                                 | —                                 | —                                 |                  |
| Beautiful World - A Little Collection of Lou Bega's Best             | - Megjelent: 2013. február 22. - Label: DA Records - Formátum: CD, Digitális letöltés | —                                 | —                                 | —                                 | —                                 | —                                 | —                                 | —                                 | —                                 | —                                 | —                                 |                  |
| Best of - Seine größten Hits                                         | - Megjelent: 2016. május 27. - Label: Warner - Formátum: CD, Digitális letöltés       | —                                 | —                                 | —                                 | —                                 | —                                 | —                                 | —                                 | —                                 | —                                 | —                                 |                  |
| "—" nem volt slágerlistás helyezés, vagy nem jelent meg az országban |                                                                                       |                                   |                                   |                                   |                                   |                                   |                                   |                                   |                                   |                                   |                                   |                  |

### Kislemezek
| Cím                                                                  | Év   | Legjobb slágerlistás helyezés | Legjobb slágerlistás helyezés | Legjobb slágerlistás helyezés | Legjobb slágerlistás helyezés | Legjobb slágerlistás helyezés | Legjobb slágerlistás helyezés | Legjobb slágerlistás helyezés | Legjobb slágerlistás helyezés | Legjobb slágerlistás helyezés | Legjobb slágerlistás helyezés | Díjak, jelölések | Album                 |
| Cím                                                                  | Év   | GER                           | AUS                           | AUT                           | FIN                           | FRA                           | NZ                            | SWE                           | SWI                           | UK                            | US                            | Díjak, jelölések | Album                 |
| -------------------------------------------------------------------- | ---- | ----------------------------- | ----------------------------- | ----------------------------- | ----------------------------- | ----------------------------- | ----------------------------- | ----------------------------- | ----------------------------- | ----------------------------- | ----------------------------- | --- | --------------------- |
| "Mambo No. 5 (A Little Bit Of ...)"                                  | 1999 | 1                             | 1                             | 1                             | 1                             | 1                             | 1                             | 1                             | 1                             | 1                             | 3                             | - BVMI: 3× Platina - ARIA: 4× Platina - BPI: Platina - IFPI AUT: 2× Platina - IFPI SWE: 3× Platina - IFPI SWI: 2× Platina - RMNZ: 3× Platina - SNEP: Gyémánt | A Little Bit Of Mambo |
| "I Got A Girl"                                                       | 1999 | 19                            | 31                            | 19                            | 2                             | 5                             | 48                            | 12                            | 20                            | 55                            | —                             | - IFPI SWE: Arany | A Little Bit Of Mambo |
| "Tricky, Tricky"                                                     | 1999 | —                             | —                             | —                             | —                             | —                             | —                             | 55                            | —                             | —                             | 74                            | | A Little Bit Of Mambo |
| "Mambo Mambo"                                                        | 2000 | —                             | —                             | —                             | —                             | 11                            | —                             | —                             | —                             | —                             | —                             | - SNEP: Ezüst | A Little Bit Of Mambo |
| "Gentleman"                                                          | 2001 | 35                            | —                             | 16                            | —                             | 54                            | —                             | —                             | 62                            | —                             | —                             | | Ladies And Gentlemen  |
| "Just A Gigolo"                                                      | 2001 | 94                            | —                             | —                             | —                             | —                             | —                             | —                             | —                             | —                             | —                             | | Ladies And Gentlemen  |
| "Bachata"                                                            | 2006 | 100                           | —                             | —                             | —                             | 69                            | —                             | —                             | —                             | —                             | —                             | | Lounatic              |
| "You Wanna Be Americano"                                             | 2006 | —                             | —                             | —                             | —                             | —                             | —                             | —                             | —                             | —                             | —                             | | Lounatic              |
| "Conchita"                                                           | 2007 | —                             | —                             | —                             | —                             | —                             | —                             | —                             | —                             | —                             | —                             | | Lounatic              |
| "Boyfriend"                                                          | 2010 | 71                            | —                             | —                             | —                             | —                             | —                             | —                             | —                             | —                             | —                             | | Free Again            |
| "Sweet Like Cola"                                                    | 2010 | 38                            | —                             | —                             | —                             | —                             | —                             | —                             | —                             | —                             | —                             | | Free Again            |
| "This Is Ska"                                                        | 2011 | —                             | —                             | —                             | —                             | —                             | —                             | —                             | —                             | —                             | —                             | | Nem album dal         |
| "Give It Up"                                                         | 2013 | —                             | —                             | —                             | —                             | —                             | —                             | —                             | —                             | —                             | —                             | | A Little Bit Of 80's  |
| "—" nem volt slágerlistás helyezés, vagy nem jelent meg az országban |      |                               |                               |                               |                               |                               |                               |                               |                               |                               |                               | |                       |

### Promóciós kislemezek
| Cím                                    | Év   | Album         |
| -------------------------------------- | ---- | ------------- |
| "Mambo No. 5 (A Little Bit of Monica)" | 2010 | Nem album dal |
| "Chocolata"                            | 2010 | Nem album dal |
| "It's Christmas Time"                  | 2010 | Nem album dal |